# Église Saint-Martin de Cuiry-lès-Iviers
L'église Saint-Martin est une église située à Cuiry-lès-Iviers, en France.

## Localisation
L'église est située sur la commune de Cuiry-lès-Iviers, dans le département de l'Aisne.

## Historique
Le droit de patronage (possibilité de présenter à l'évêque, pour qu'il l'ordonne, le desservant d'une église) de la cure de Saint-Martin de Cuiry appartenait au chapitre de Rozoy ; les gros décimateurs étaient le dit chapitre, l'abbaye de Bonnefontaine et l'abbaye de Saint-Michel-en-Thiérache qui payaient par tiers la portion congrue au curé.
Suivant une déclaration du 1er octobre 1728, la cure produisait annuellement 362 livres. Il y avait quarante fondations de messes. Le chapitre de Rozoy possédait des immeubles à Cuiry et y recevait chaque année treize poules pour droits de bourgeoisie.
Le monument est inscrit au titre des monuments historiques en 1987.

### Galerie

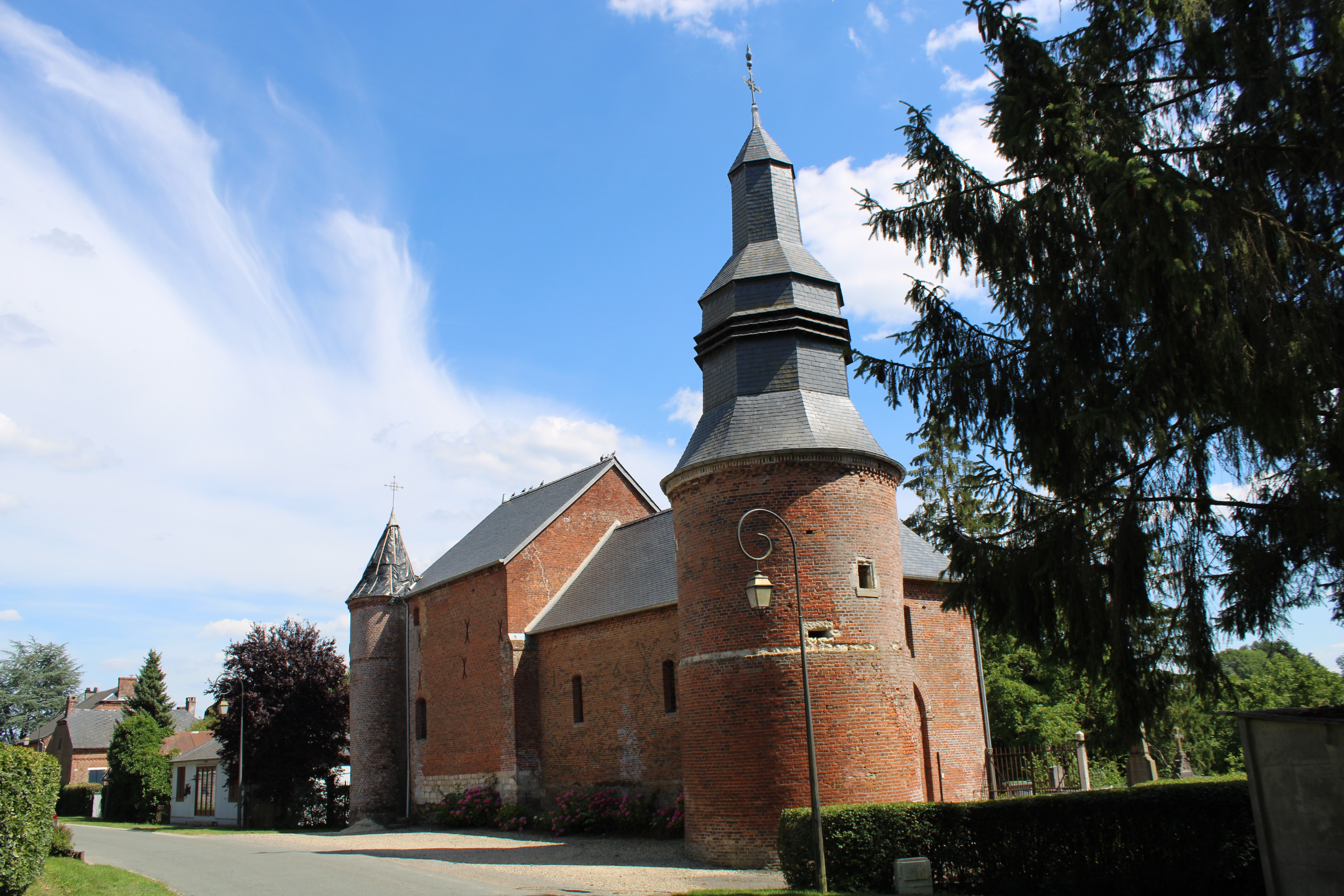
Vue du côté nord de l'église construite entièrement en brique.
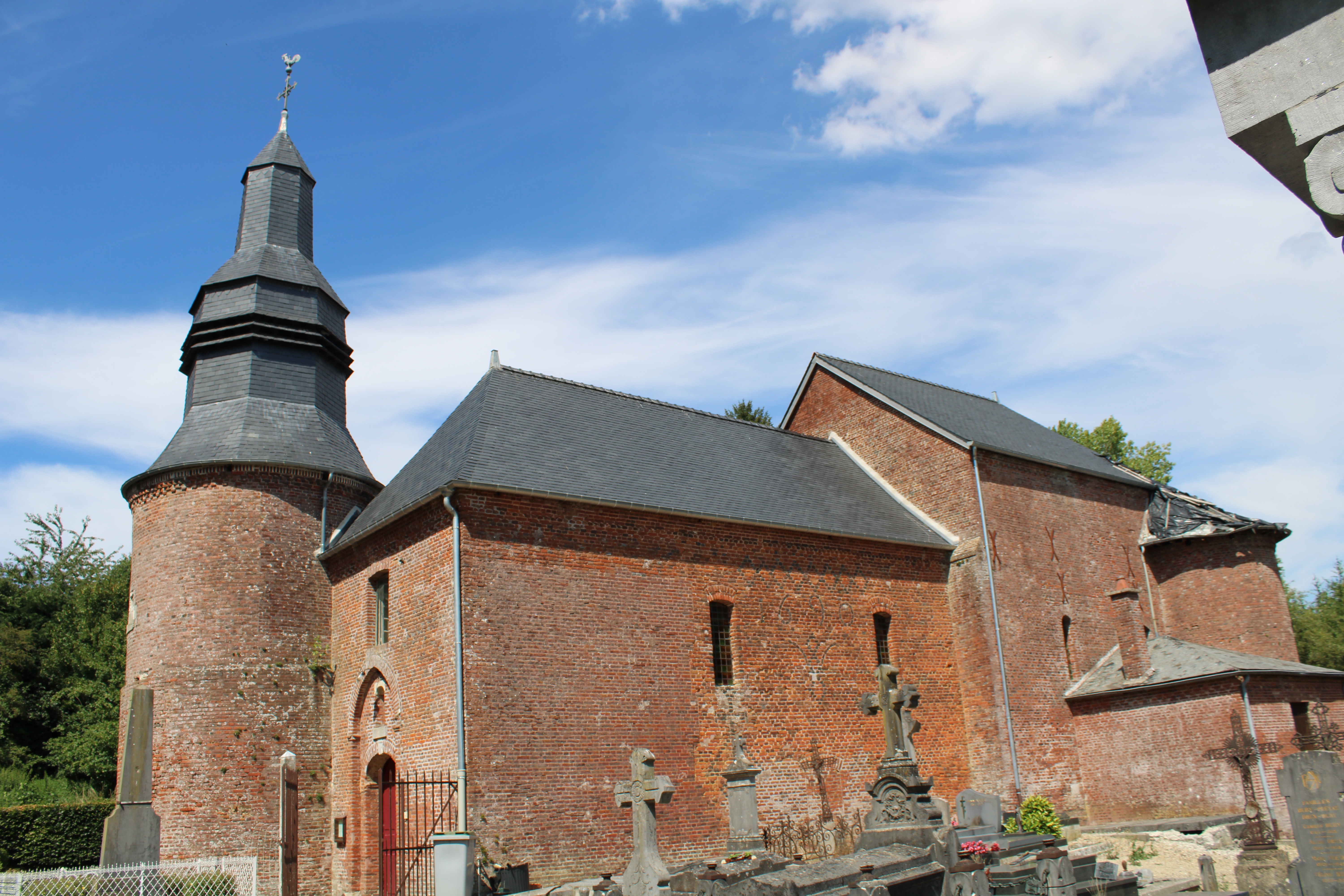
Vue du côté sud ; la nef est plus basse que le chœur.
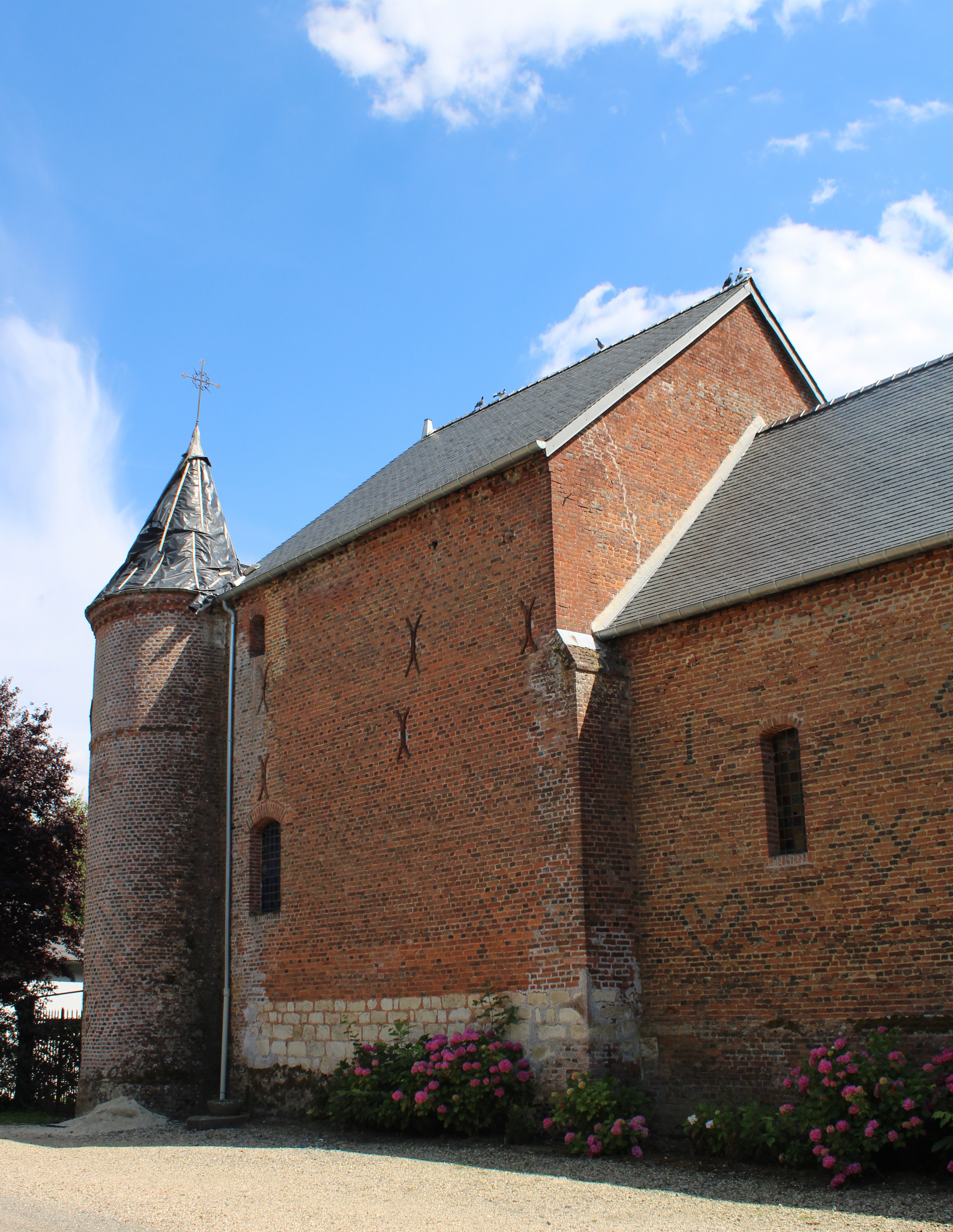
Le chœur est flanqué de deux tours différentes : la tour nord-est permettait d'accéder à la salle de refuge qui se trouve au-dessus du chœur.
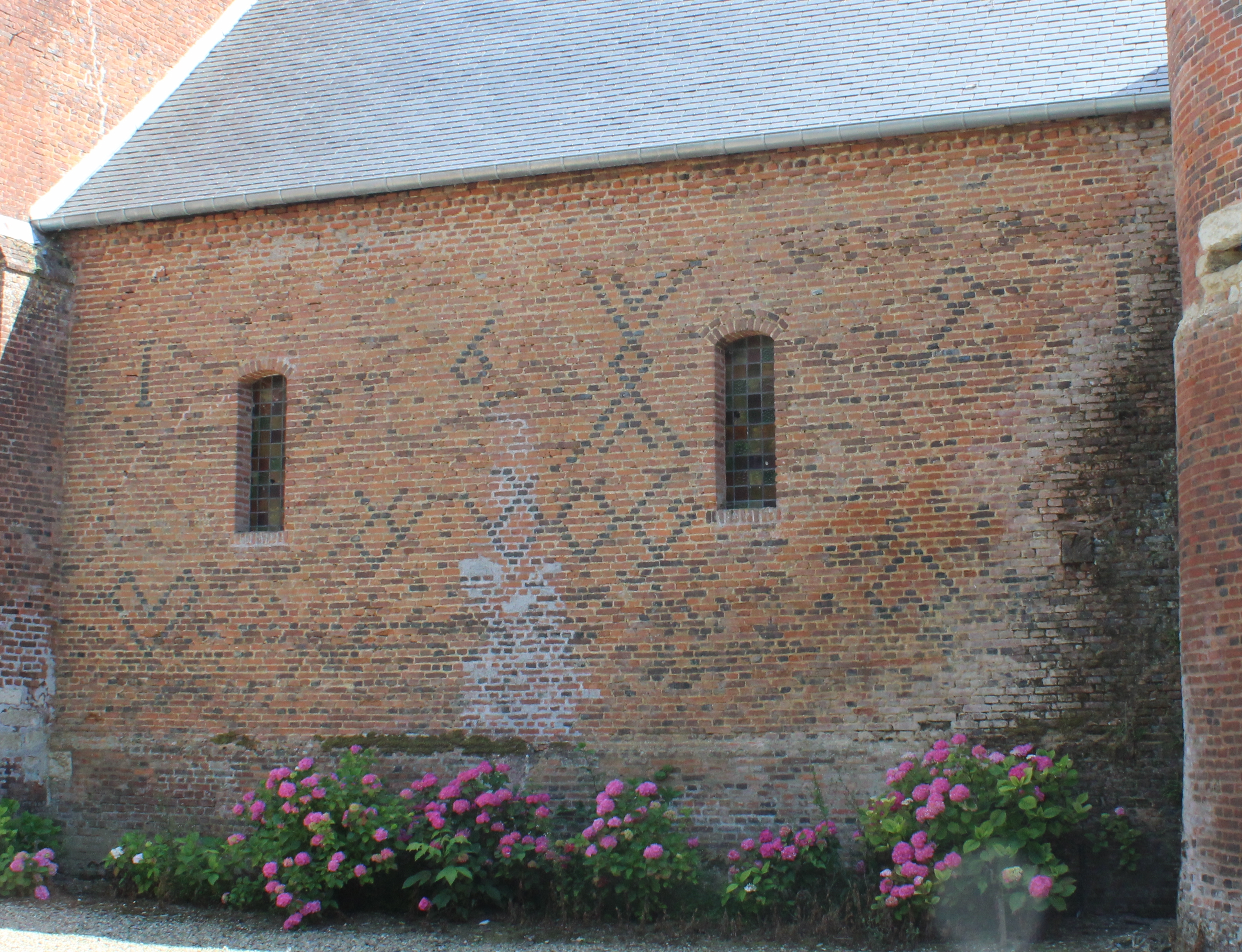
Sur le mur nord de la nef est écrite en briques vernissées la date de 1691.
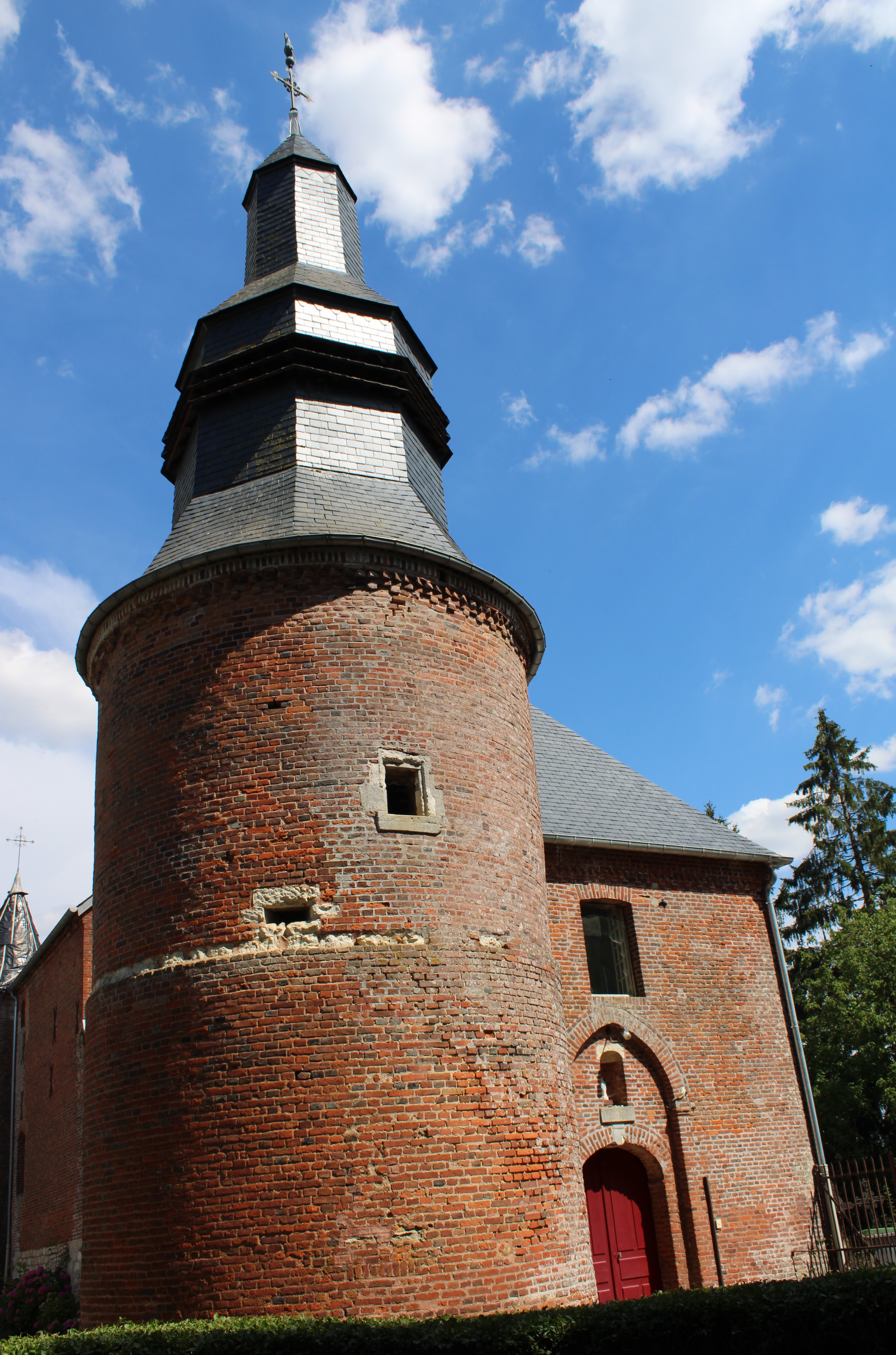
L'entrée de l'église est protégée par une imposante tour percée de meurtrières et surmonté d'un clocher d'inspiration flamande.
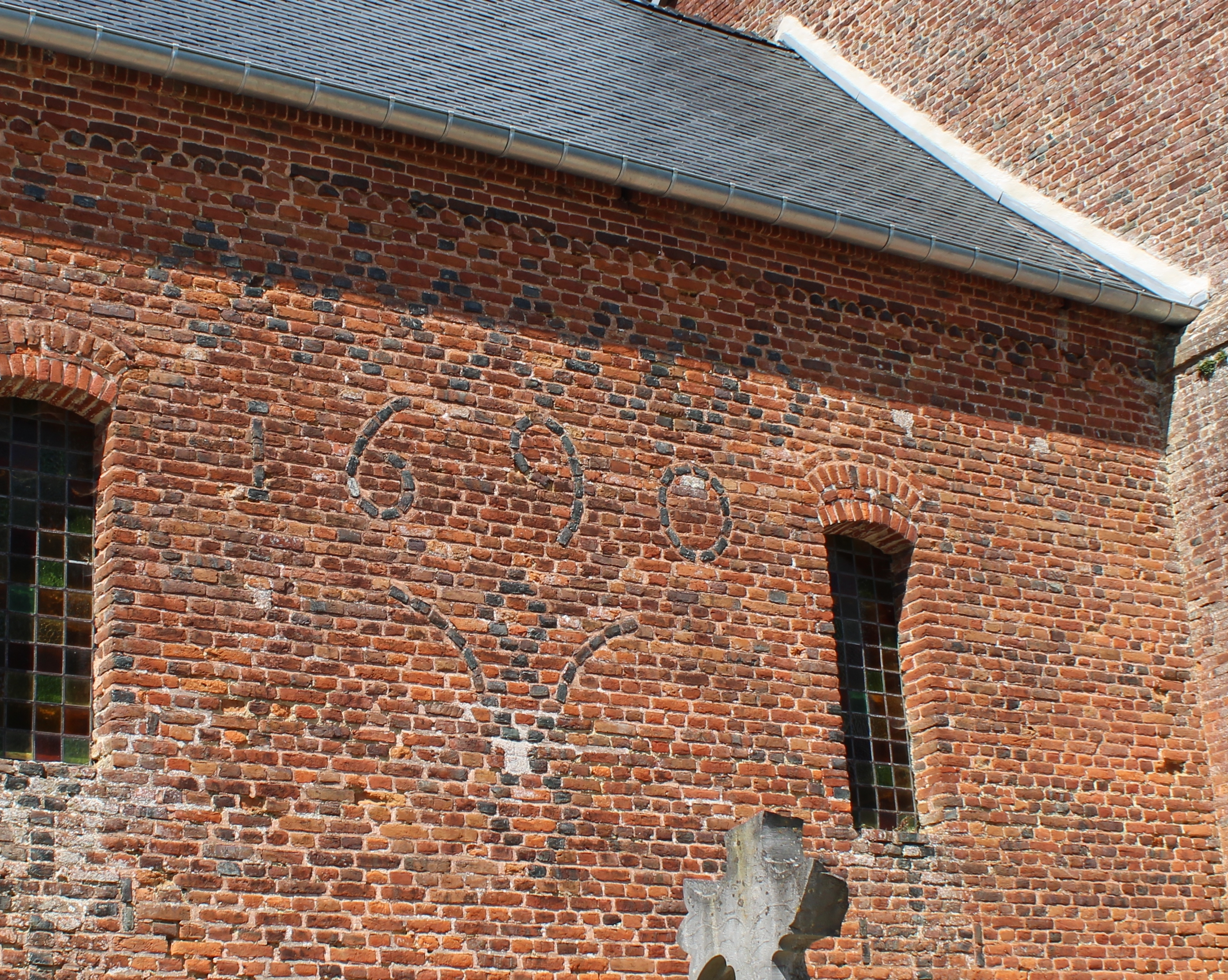
Sur le mur sud de la nef est écrite en briques vernissées la date de 1690 avec un curieux dessin en briques pouvant représenter un être humain.
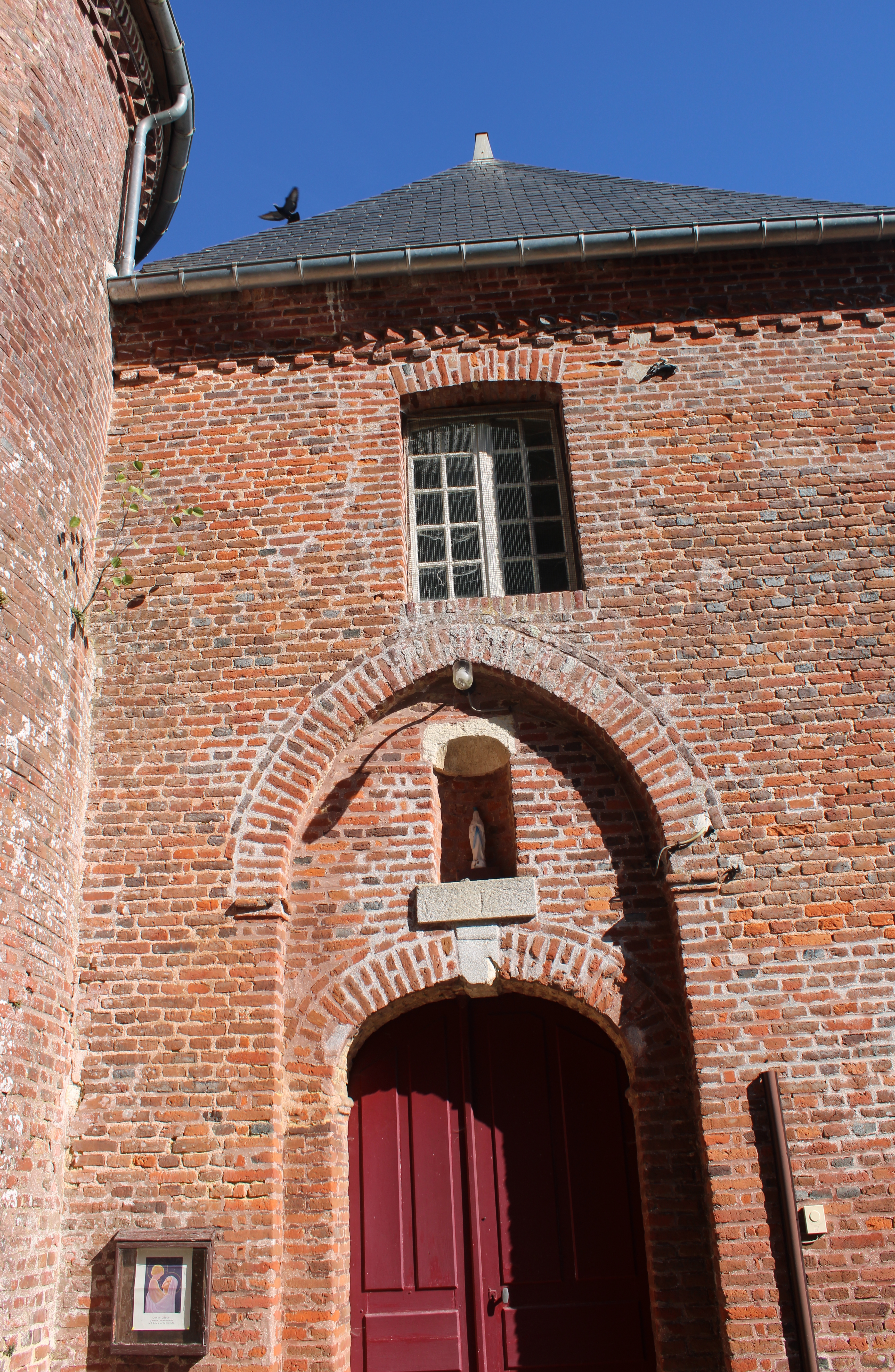
Le portail.